# Rapsáni
Rapsáni är en ort i Grekland.   Den ligger i prefekturen Nomós Larísis och regionen Thessalien, i den centrala delen av landet, 240 km norr om huvudstaden Aten. Rapsáni ligger 497 meter över havet och antalet invånare är 909.
Terrängen runt Rapsáni är kuperad österut, men västerut är den bergig. Runt Rapsáni är det mycket glesbefolkat, med 7 invånare per kvadratkilometer. Närmaste större samhälle är Leptokaryá, 17,6 km norr om Rapsáni. 